# Schweizer Alpine Skimeisterschaften 2003
Die Schweizer Alpinen Skimeisterschaften 2003 fanden vom 25. bis 30. März 2003 in Verbier statt.

## Herren

### Abfahrt
| Platz | Name                  | Zeit        |
| ----- | --------------------- | ----------- |
| 01    | Didier Défago         | 1:39,69 min |
| 02    | Didier Cuche          | 1:40,30 min |
| 03    | Bruno Kernen          | 1:40,39 min |
| 04    | Cornel Züger          | 1:40,83 min |
| 05    | Daniel Züger          | 1:41,03 min |
| 06    | Rolf von Weissenfluh  | 1:41,11 min |
| 07    | Daniel Albrecht       | 1:41,22 min |
| 08    | Cédric Meilleur (FRA) | 1:41,63 min |
| 09    | Beni Hofer            | 1:41,72 min |
| 10    | Konrad Hari           | 1:41,77 min |

Datum: 25. März 2003

### Super-G
| Platz | Name                | Zeit        |
| ----- | ------------------- | ----------- |
| 01    | Didier Cuche        | 1:31,97 min |
| 02    | Daniel Züger        | 1:32,12 min |
| 03    | Bruno Kernen        | 1:32,21 min |
| 04    | Konrad Hari         | 1:32,26 min |
| 05    | Silvan Zurbriggen   | 1:32,47 min |
| 06    | Didier Défago       | 1:32,70 min |
| 07    | Olivier Brand       | 1:33,02 min |
| 08    | Beni Hofer          | 1:33,03 min |
| 09    | Tobias Grünenfelder | 1:33,11 min |
| 10    | Daniel Albrecht     | 1:33,68 min |

Datum: 27. März 2003

### Riesenslalom
| Platz | Name                 | Zeit        |
| ----- | -------------------- | ----------- |
| 01    | Daniel Albrecht      | 2:18,98 min |
| 02    | Michael von Grünigen | 2:19,17 min |
| 03    | Achim Vogt (LIE)     | 2:19,58 min |
| 04    | Beni Hofer           | 2:19,69 min |
| 05    | Didier Défago        | 2:19,98 min |
| 06    | Marco Casanova       | 2:20,24 min |
| 07    | Olivier Brand        | 2:20,69 min |
| 08    | Markus Ganahl (LIE)  | 2:20,72 min |
| 09    | Michael Mathis       | 2:20,73 min |
| 10    | Thomas Geisser       | 2:20,81 min |
|       | Philipp Käslin       | 2:20,81 min |

Datum: 29. März 2003

### Slalom
| Platz | Name              | Zeit        |
| ----- | ----------------- | ----------- |
| 01    | Urs Imboden       | 1:21,76 min |
| 02    | Marco Casanova    | 1:21,77 min |
| 03    | Michael Weyermann | 1:21,87 min |
| 04    | Silvan Zurbriggen | 1:21,88 min |
| 05    | Thomas Geisser    | 1:22,82 min |
| 06    | Daniel Albrecht   | 1:23,09 min |
| 07    | Pascal Mathis     | 1:23,55 min |
| 08    | Patrick Küng      | 1:23,97 min |
| 09    | Manuel Gamper     | 1:24,05 min |
| 10    | Markus Vogel      | 1:24,42 min |

Datum: 30. März 2003

### Kombination
| Platz | Name              |
| ----- | ----------------- |
| 01    | Daniel Albrecht   |
| 02    | Silvan Zurbriggen |
| 03    | Manuel Gamper     |

## Damen

### Abfahrt
| Platz | Name               | Zeit        |
| ----- | ------------------ | ----------- |
| 01    | Nadia Styger       | 1:29,82 min |
| 02    | Tanja Pieren       | 1:29,88 min |
| 03    | Corinne Rey-Bellet | 1:29,98 min |
| 04    | Monika Dumermuth   | 1:30,19 min |
| 05    | Catherine Borghi   | 1:30,22 min |
| 06    | Tamara Wolf        | 1:30,29 min |
| 07    | Fabienne Suter     | 1:30,31 min |
| 08    | Linda Alpiger      | 1:30,36 min |
| 09    | Ella Alpiger       | 1:30,61 min |
| 10    | Martina Schild     | 1:30,79 min |

Datum: 25. März 2003

### Super-G
| Platz | Name                 | Zeit        |
| ----- | -------------------- | ----------- |
| 01    | Tanja Pieren         | 1:38,12 min |
| 02    | Linda Alpiger        | 1:38,32 min |
| 03    | Fabienne Suter       | 1:38,41 min |
| 04    | Catherine Borghi     | 1:38,63 min |
|       | Jessica Pünchera     | 1:38,63 min |
| 06    | Nadia Styger         | 1:38,70 min |
| 07    | Monika Dumermuth     | 1:39,13 min |
| 08    | Christel Stadelmann  | 1:39,29 min |
| 09    | Ella Alpiger         | 1:39,34 min |
| 10    | Fränzi Aufdenblatten | 1:39,86 min |

Datum: 27. März 2003

### Riesenslalom
| Platz | Name                 | Zeit        |
| ----- | -------------------- | ----------- |
| 01    | Silke Bachmann (ITA) | 2:03,63 min |
| 02    | Fabienne Suter       | 2:03,67 min |
| 03    | Nadia Styger         | 2:03,82 min |
| 04    | Corina Grünenfelder  | 2:03,83 min |
| 05    | Erika Dicht          | 2:03,84 min |
| 06    | Lilian Kummer        | 2:04,50 min |
| 07    | Birgit Heeb (LIE)    | 2:04,57 min |
| 08    | Sonia Vierin (ITA)   | 2:04,58 min |
| 09    | Marlies Oester       | 2:04,61 min |
| 10    | Miriam Gmür          | 2:05,09 min |

Datum: 28. März 2003

### Slalom
| Platz | Name                 | Zeit        |
| ----- | -------------------- | ----------- |
| 01    | Erika Dicht          | 1:22,58 min |
| 02    | Jacqueline Hangl     | 1:22,63 min |
| 03    | Marlies Oester       | 1:22,68 min |
| 04    | Rabea Grand          | 1:23,52 min |
| 05    | Ines Zenhäusern      | 1:23,58 min |
| 06    | Jessica Walter (LIE) | 1:23,89 min |
| 07    | Martina Bühler       | 1:24,09 min |
| 08    | Fränzi Aufdenblatten | 1:24,47 min |
| 09    | Jessica Pünchera     | 1:24,62 min |
| 10    | Valentina Flütsch    | 1:24,67 min |

Datum: 29. März 2003

### Kombination
| Platz | Name                 |
| ----- | -------------------- |
| 01    | Fränzi Aufdenblatten |
| 02    | Nadia Styger         |
| 03    | Martina Bühler       |